# Хрущовка (Липецький район)
Хрущовка (рос. Хрущёвка) — село у Липецькому районі Липецької області Російської Федерації.
Населення становить 2499  осіб. Належить до муніципального утворення Сирська сільрада.

## Історія
З 13 червня 1934 до 1954 року у складі Воронезької області. Відтак входить до складу Липецької області.
Згідно із законом від 2 липня 2004 року №114-оз органом місцевого самоврядування є Сирська сільрада.

## Населення
| 2010 | 2012  |
| ---- | ----- |
| 2318 | ↗2499 |